# Роща староживущих деревьев в заказнике Канака
Роща староживущих деревьев в заказнике Канака — заповедный участок шибляка в заказнике Канака (Крым) на приморском склоне горы Янтуру, который, по-видимому, в историческое время не подвергался рубке.

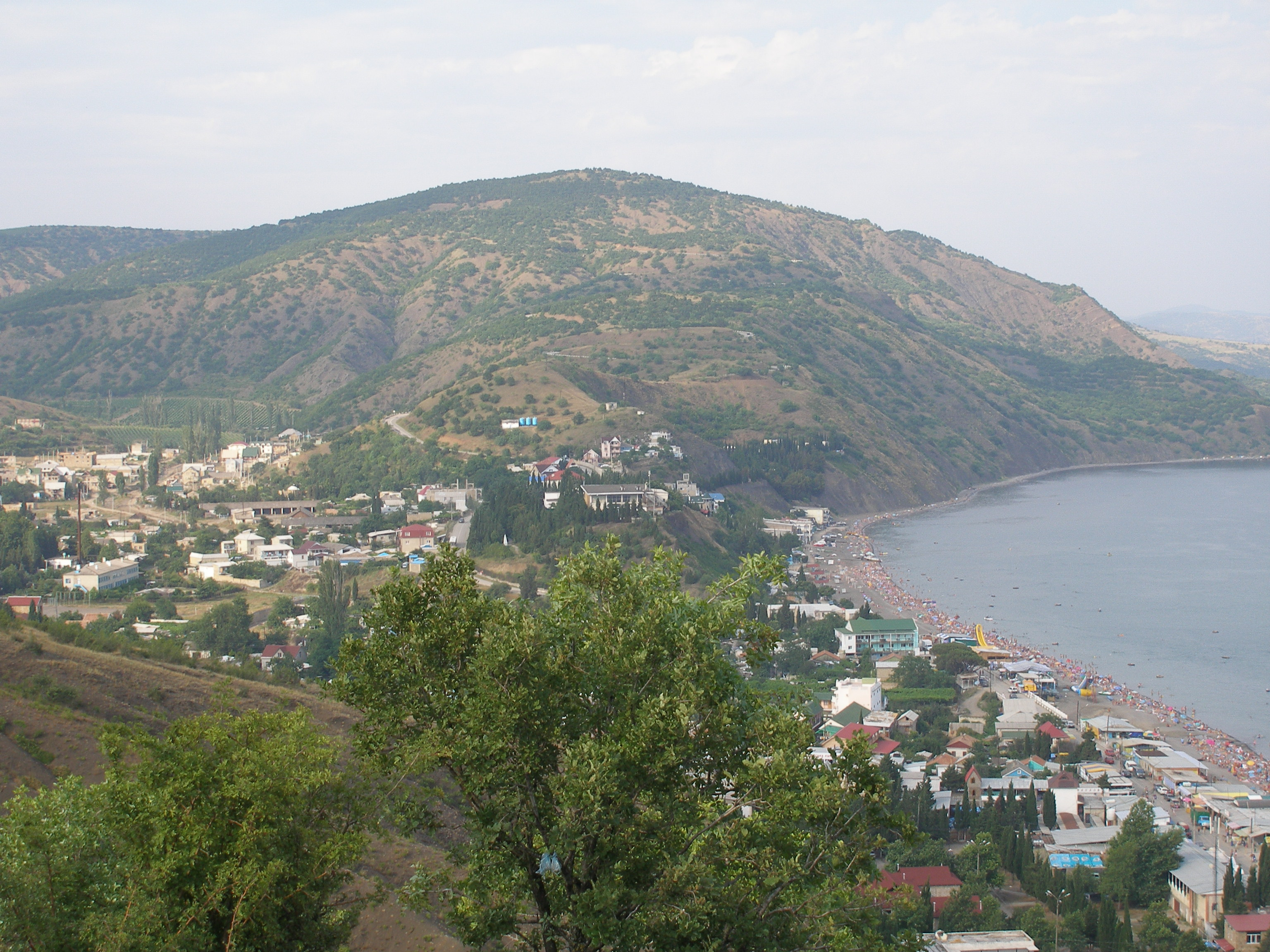
Гора Янтуру из Рыбачьего

Специалисты насчитывают не менее 8 экземпляров крымского можжевельника высокого (лат. Juniperus excelsa) возрастом от 800 до 1200 лет, которые находятся в лесостое из более молодых, но также многовековых экземпляров. Имеется также 500-летний дуб (обнаружен лесником Н. Поярковым), 600-летняя фисташка туполистная (лат. Pistacia atlantica subsp. mutica). Многие деревья имеют на стволах следы низовых пожаров. С 1987 года охраняются в заказнике Канака на территории Приветненского лесничества Судакского лесхоза, квадраты 38-40. Деревья требуют индивидуального охранного статуса.